# Mear One
Mear One (* 1971 in Santa Cruz (Kalifornien) als Kalen Ockerman) ist ein US-amerikanischer Künstler.

## Stil
Der Stil von Mear One ist durch seine oft politische, am Muralismo angelehnte Streetart und Graffiti-Kunst bekannt ist. Mear One ist mit CBS (Can’t Be Stopped – City Bomb Squad)- und WCA (West Coast Artist)-Crews verbunden. Als Grafikdesigner hat Mear One Bekleidung entworfen sowie Albumcover für Künstler wie Non Phixion, Freestyle Fellowship, Alien Nation, Limp Bizkit, Busdriver und Daddy Kev gemacht.

## Kontroverse um Mural in London 2012
Eine der Arbeiten von Mear One, ein Wandgemälde mit dem Titel Freedom for Humanity, das 2012 in der Hanbury Street, London, gemalt wurde, löste in den Medien Kontroversen aus, als Kommentatoren es mit antisemitischer Propaganda in Nazi-Deutschland verglichen. Im März 2018 tauchte die Angelegenheit wieder auf, als der britische Politiker Jeremy Corbyn, Führer der britischen Labour Party, in einem Facebook-Post im Jahr 2012 Mear One gefragt hatte, warum das Wandbild entfernt werden sollte, und die Entfernung des Wandbildes mit Nelson Rockefellers Zerstörung von Diego Riveras Fresko Der Mensch am Scheideweg im Jahr 1934 verglichen hatte.